# Three Billboards Outside Ebbing, Missouri
Three Billboards Outside Ebbing, Missouri (titulada Tres anuncios en las afueras en España y Tres anuncios por un crimen o Tres carteles a las afueras de Ebbing, Missouri en Hispanoamérica) es una película británico estadounidense de 2017 escrita, producida y dirigida por Martin McDonagh. Es una película de cine dramático, misterio y comedia negra, que gira en torno a la historia de Mildred Hayes, una madre que alquila tres vallas de anuncios para llamar la atención sobre el crimen sin resolver del que su hija fue víctima. Está protagonizada por Frances McDormand, Woody Harrelson, Sam Rockwell, John Hawkes y Peter Dinklage.
El filme fue proyectado durante la competición principal del Festival Internacional de Cine de Venecia, en donde se estrenó el 4 de septiembre de 2017. También participó del Festival de Toronto y del Festival de San Sebastián, y recibió el premio del público en ambos. Además se proyectó durante el Festival Internacional de Cine de Mar del Plata.
Three Billboards Outside Ebbing, Missouri se estrenó el 10 de noviembre de 2017 en Estados Unidos y el 12 de enero de 2018 en Reino Unido, a través de Fox Searchlight Pictures. La película recibió elogios por el guion y la dirección de McDonagh, así como por las actuaciones del reparto, particularmente de McDormand, Harrelson y Rockwell.[cita requerida] Fue incluida entre las mejores diez películas del año por el American Film Institute. Durante los Premios Globo de Oro de 2017, ganó en las categorías de mejor película dramática, mejor actriz - Drama (McDormand), mejor actor de reparto (Rockwell) y mejor guion, así como también recibió nominaciones para mejor director y mejor banda sonora. Para los Premios BAFTA 2017, recibió nueve nominaciones, incluyendo las categorías de mejor película, mejor director, mejor actriz (McDormand) y mejor actor de reparto (Harrelson y Rockwell).
Recibió siete nominaciones para los Premios Óscar 2018: mejor película, mejor actriz para McDormand, doble nominación a mejor actor de reparto para Harrelson y Rockwell, mejor guion original, mejor banda sonora y mejor montaje, logrando el de mejor actriz y el de actor de reparto para Rockwell.

## Argumento
Mildred Hayes es una mujer divorciada que vive junto a su hijo Robbie en la ciudad ficticia de Ebbing, Misuri y que está afligida por la violación y muerte de su hija Angela, ocurrida siete meses antes. Enojada por la falta de progreso en la investigación para dar con el culpable, decide alquilar tres vallas publicitarias abandonadas, cerca de su casa, que en secuencia dicen « Violada mientras moría », « ¿Y todavía no hay arrestos? », y « ¿cómo es posible, Jefe Willoughby? ». La gente del pueblo está molesta por las vallas publicitarias, incluido el jefe de policía Bill Willoughby y el oficial Jason Dixon. El secreto a voces de que Willoughby sufre de cáncer de páncreas terminal aumenta su desaprobación. Mildred y su hijo Robbie son acosados y amenazados, pero ella se mantiene firme, para disgusto de Robbie. 
Si bien Willoughby simpatiza con la frustración de Mildred, considera que las vallas publicitarias son un ataque injusto contra su persona. Dixon está molesto por la falta de respeto de Mildred por su autoridad, y responde amenazando a Red Welby, el que alquiló las vallas publicitarias a Mildred, y arrestando a Denise, amiga y compañera de trabajo de Mildred en una tienda de regalos, por cargos triviales de posesión de marihuana. Mildred también recibe la visita de su abusivo exmarido Charlie, quien la culpa por la muerte de su hija, ya que no le dejó su coche el día que Angela salió de fiesta y fue asesinada.
Willoughby detiene a Mildred para interrogarla después de un altercado con su dentista. Durante el interrogatorio, Willoughby comienza a toser sangre, un signo de que su enfermedad se ha vuelto severa. Después de ser internado, Willoughby abandona el hospital pese a las recomendaciones médicas y pasa un día idílico con su esposa Anne y sus dos hijas antes de suicidarse de un disparo en la cabeza. Deja notas de suicidio para varias personas en Ebbing, incluida una para Mildred en la que le explica que ella no fue la causa de su suicidio y que de hecho había pagado en secreto los gastos para mantener los anuncios por un mes más, divirtiéndose por el antagonismo que le seguirán dando a ella incluso después de su muerte. Su predicción resulta correcta y Mildred recibe una amenaza violenta por parte de un extraño que entra en su tienda. Dixon reacciona a la noticia de la muerte de Willoughby atacando a Red (arrojándole por la ventana) y a su ayudante. Esto es presenciado por el reemplazo de Willoughby como jefe, Abercrombie, quien despide a Dixon de la fuerza policial.
Cuando los anuncios son destruidos por un incendio intencionado, Mildred supone que los oficiales están detrás del hecho y toma represalias lanzando cócteles molotov a la estación de policía, creyendo que está desocupada durante la noche (después de llamar por teléfono allí para comprobarlo). Sin embargo, Dixon se encuentra allí leyendo la nota que Willoughby le dejó, en la cual le aconseja que deje el odio de lado y aprenda a amar, porque esa es la única manera de hacer realidad su sueño de ser detective. Dixon escapa de las llamas con la carpeta del caso de Angela y sufriendo quemaduras severas. James, un enano conocido de Mildred, presencia el incidente y le proporciona una coartada al afirmar que estaban juntos en una cita cuando vieron el incendio.
Al recibir el alta del hospital, Dixon está bebiendo en un bar cuando oye de casualidad una conversación del hombre que anteriormente había amenazado a Mildred, en la que alardea de haber participado de un incidente similar al de la muerte de Angela. Dixon toma nota de la matrícula del vehículo del hombre (de Idaho) y luego provoca una pelea en la cual le araña la cara con lo que obtiene una muestra de ADN de su cara y así poder compararla con las muestras del asesino de Angela. Mientras tanto, Mildred se encuentra en una falsa cita para agradecer a James por la coartada, cuando Charlie ingresa con Penelope, su novia de 19 años, y admite haber incendiado las vallas mientras estaba alcoholizado. Aunque enfurecida, Mildred simplemente le dice a Charlie que trate bien a Penelope antes de retirarse.
Dixon contacta a Mildred y le informa de su posible descubrimiento del asesino de Angela. Sin embargo, resulta que el ADN del hombre no coincide y que durante el asesinato se encontraba cumpliendo labores militares fuera del país según informaciones clasificadas secretas. Aunque ambos están decepcionados, concluyen en que el hombre es culpable de otra violación y deciden viajar a Idaho para matarlo de todas formas. Ya en camino, Mildred confiesa haber incendiado la estación policial. Dixon le responde: «Bueno, ¿quién otro podría haber sido?». Ambos expresan reservas y comienzan a dudar de su misión, pero finalmente coinciden en que lo decidirán durante el viaje.

## Elenco y personajes
- Frances McDormand como Mildred Hayes.
- Sam Rockwell como Jason Dixon.
- Woody Harrelson como Bill Willoughby.
- Abbie Cornish como Anne Willoughby.
- Peter Dinklage como James.
- Lucas Hedges como Robbie Hayes.
- Caleb Landry Jones como Red  Welby.
- John Hawkes como Charlie.
- Samara Weaving como Penelope.
- Kerry Condon como Pamela.
- Željko Ivanek como el Agente.
- Kathryn Newton como Angela Hayes.
- Clarke Peters como Abercrombie.

## Producción
En septiembre de 2015 en una entrevista con The Guardian a fin de promover su obra Hangmen, Martin McDonagh expresó su intención de escribir y dirigir una nueva película llamada Three Billboards Outside Ebbing, Missouri, protagonizada por Frances McDormand como una madre que comienza una guerra contra la policía en su ciudad tras el asesinato de su hija. El 9 de febrero de 2016, se informó que la película comenzaría a rodarse en la primavera de 2016, cofinanciada por Film4 y Fox Searchlight Pictures. El 9 de marzo de 2016, Woody Harrelson y Sam Rockwell se incorporaron al elenco. El 15 de marzo de 2016, Abbie Cornish y Caleb Landry Jones se unieron al elenco como Anne, la esposa del personaje de Harrelson, el Sheriff Bill Willoughby, y Red, un vendedor de publicidad que permite a Mildred Hayes (McDormand) que alquile tres vallas publicitarias, respectivamente. El 7 de abril de 2016, Peter Dinklage, John Hawkes, y Lucas Hedges se incorporaron al elenco. El 13 de junio de 2016, se informó que Kathryn Newton se había unido al elenco como Angela, la hija de Mildred.
El 3 de mayo de 2016, se informó que la película había comenzado su rodaje en Sylva, Carolina del Norte.

## Recepción

### Crítica
Three Billboards Outside Ebbing, Missouri ha recibido reseñas positivas de parte de la crítica y de la audiencia. En el portal de internet Rotten Tomatoes, la película posee una aprobación de 92 %, basada en 315 reseñas, con una calificación de 8.5/10, mientras que de parte de la audiencia ha recibido una aprobación de 87 %, basada en 18 840 votos, con una calificación de 4.2/5
La página Metacritic le ha dado a la película una puntuación de 88 de 100, basada en 50 reseñas, indicando "aclamación universal". Las audiencias de CinemaScore le han dado una "A-" en una escala de A+ a F, mientras que en el sitio IMDb los usuarios le han dado una puntuación de 8.3/10, sobre la base de 173 173 votos.

### Premios y nominaciones

#### Premios Óscar
| Año  | Categoría              | Persona                                        | Resultado |
| ---- | ---------------------- | ---------------------------------------------- | --------- |
| 2018 | Mejor película         | Graham Broadbent Peter Czernin Martin McDonagh | Nominado  |
| 2018 | Mejor actriz           | Frances McDormand                              | Ganadora  |
| 2018 | Mejor actor de reparto | Woody Harrelson                                | Nominado  |
| 2018 | Mejor actor de reparto | Sam Rockwell                                   | Ganador   |
| 2018 | Mejor guion original   | Martin McDonagh                                | Nominado  |
| 2018 | Mejor banda sonora     | Carter Burwell                                 | Nominado  |
| 2018 | Mejor montaje          | Jon Gregory                                    | Nominado  |

#### Globos de Oro
| Año  | Categoría              | Persona                | Resultado |
| ---- | ---------------------- | ---------------------- | --------- |
| 2017 | Mejor película - Drama | Mejor película - Drama | Ganadora  |
| 2017 | Mejor director         | Martin McDonagh        | Nominado  |
| 2017 | Mejor actriz - Drama   | Frances McDormand      | Ganadora  |
| 2017 | Mejor actor de reparto | Sam Rockwell           | Ganador   |
| 2017 | Mejor guion            | Martin McDonagh        | Ganador   |
| 2017 | Mejor banda sonora     | Carter Burwell         | Nominado  |

#### Premios BAFTA
| Año  | Categoría                | Persona(s)               | Resultado |
| ---- | ------------------------ | ------------------------ | --------- |
| 2017 | Mejor película           | Mejor película           | Ganadora  |
| 2017 | Mejor película británica | Mejor película británica | Ganadora  |
| 2017 | Mejor director           | Martin McDonagh          | Nominado  |
| 2017 | Mejor actriz             | Frances McDormand        | Ganadora  |
| 2017 | Mejor actor de reparto   | Woody Harrelson          | Nominado  |
| 2017 | Mejor actor de reparto   | Sam Rockwell             | Ganador   |
| 2017 | Mejor guion original     | Martin McDonagh          | Ganador   |
| 2017 | Mejor fotografía         | Ben Davis                | Nominado  |
| 2017 | Mejor montaje            | Jon Gregory              | Nominado  |

## Banda sonora
Todas las canciones escritas y compuestas por Carter Burwell, excepto las indicadas. 
| N.º | Título | Duración |  |
| 1.  | «Mildred Goes to War» | 1:24     |  |
| 2.  | «The Deer» | 2:09     |  |
| 3.  | «Buckskin Stallion Blues» (interpretada por Townes Van Zandt) | 3:04     |  |
| 4.  | «A Cough of Blood, A Dark Drive» | 2:38     |  |
| 5.  | «I've Been Arrested» | 0:40     |  |
| 6.  | «Fruit Loops» | 1:32     |  |
| 7.  | «His Master's Voice» (interpretada por Monsters of Folk) | 4:51     |  |
| 8.  | «Billboards on Fire» | 2:25     |  |
| 9.  | «Slippers» | 1:22     |  |
| 10. | «The Last Rose of Summer» (Acto II de Martha de Friedrich von Flotow, ópera en cuatro actos; interpretada por Renée Fleming, Jeffrey Tate y la Orquesta de Cámara Inglesa) | 4:54     |  |
| 11. | «My Dear Anne» | 2:37     |  |
| 12. | «Walk Away Renée» (interpretada por Four Tops) | 2:46     |  |
| 13. | «Billboards Are Back» | 1:25     |  |
| 14. | «Collecting the Samples» | 1:16     |  |
| 15. | «Sorry Welby» | 1:45     |  |
| 16. | «The Night They Drove Old Dixie Down» (interpretada por Joan Báez) | 3:25     |  |
| 17. | «Countermove» | 1:59     |  |
| 18. | «Can't Give Up Hope» | 0:33     |  |
| 19. | «Buckskin Stallion Blues» (interpretada por Amy Annelle) | 3:21     |  |